# Rosalina Roche
 (décembre 2022).
Si vous disposez d'ouvrages ou d'articles de référence ou si vous connaissez des sites web de qualité traitant du thème abordé ici, merci de compléter l'article en donnant les références utiles à sa vérifiabilité et en les liant à la section « Notes et références ».
Rosalina Roche (1946-...) est une femme de lettres française, écrivant en occitan.

## Biographie
Née à Alès, de parents ouvriers, elle fera ses études de Lettres à Montpellier et se trouvera mêlée aux événements de mai 68. Elle se marie et devient enseignante dans le Cantal, son mari étant à Saint-Flour ; les époux retournent dans le Gard où ils seront professeurs dans des écoles privées. Elle collabore à  Obradors (Centre d’Estudis Occitans, Montpellier) où paraissent ses premiers textes, puis à Jorn, revue éditée par l'association du même nom dont elle est une des fondatrices. Elle apparaît dans Occitania 1970, los poètas de la descolonizacion de Marie Rouanet ; et dans Vagabondages Poètes de langue d’oc (no 32-33, septembre 1981).

## Œuvres
- Lo tetarèl ; La retirada ; La platana ; La dorga Oc No 19, septembre 1983, p. 22-31
- D'ont siás, poèmas Subervie, Rodez 1969
- Òm sap pas coma, poèmas Messatges, Institut d'Estudis Occitans (Montpellier), 1971.
- En cerca del revèrs, poèmas Obradors, C.E.O. 1977.
- La rota, novèla Jorn no 4, 1981.
- Las renadivas Vent Terral, Coll. Cercamon, 1982.
- Enclusas, poèmas Jorn no 10-11, 1984.
- Sensa nom, la romeca, lo babau e la television, novèlas Jorn, 1987.
- Lo viòl de la Hemna mòrta Messatges, Institut d'Estudis Occitans (Montpellier) ; Jorn, 1994.